# Bar Āghūsh
Bar Āghūsh (persiska: براغوش, بَراقوش, Barāghūsh, بر آغوش) är en ort i Iran.   Den ligger i provinsen Östazarbaijan, i den nordvästra delen av landet, 500 km nordväst om huvudstaden Teheran. Bar Āghūsh ligger 1 711 meter över havet och antalet invånare är 974.
Terrängen runt Bar Āghūsh är platt åt sydväst, men åt nordost är den kuperad. Runt Bar Āghūsh är det ganska glesbefolkat, med 35 invånare per kvadratkilometer. Närmaste större samhälle är Mehrabān, 8,3 km väster om Bar Āghūsh. Trakten runt Bar Āghūsh består i huvudsak av gräsmarker.